# Missions Secrètes
Missions Secrètes, creada per Jean Dubuffet, data de l'any 1953 i és un oli sobre llenç de 89 x 116 cm.
L'obra pertany a l'IVAM i, junt amb altres obres, forma part d'una col·lecció dedicada als informalismes. És d'una sèrie dels paisatges matèrics de Dubuffet on canvia la forma tradicional de veure una obra.
Missions secrètes és el resultat de propostes i projectes presentats en les Hautes pâtes i la seua prolongació de Pâtes battus pel seu canvi davant de la pintura tradicional. És una reivindicació negativa dels "esquemes formalistes del modernisme: la continuïtat entre forma i matèria, la jerarquia i diferència entre figura i fons i la professionalitat (habilitat tècnica) de l'artista": La dimensió del llenç es trenca mostrant les seues capes matèriques sense seguir la representació habitual de l'espai, una idea de l'Art Brut. La imatge mostra una basta superfície on apareixen tres figures humanes, pel seu treball i canvi del costum tradicional no se sap on jauen els personatges estant en un paisatge de desorientació. L'art i l'espai és creat com un joc que crea i expressa el seu artista. Temps després Dubuffet es reafirmaria dient que "l'espai de l'art és aquell on la idea mateixa de realitat és posada en discussió, on la mirada s'alimenta de les seues pròpies elaboracions mentals, com un peix que pretenguera segregar l'aigua en què nada".